# 8912 Ohshimatake
8912 Ohshimatake este un asteroid din centura principală de asteroizi.

## Descriere
8912 Ohshimatake este un asteroid din centura principală de asteroizi. A fost descoperit pe 21 decembrie 1995 la Ōizumi de Takao Kobayashi. El prezintă o orbită caracterizată de o semiaxă mare de 3,13 ua, o excentricitate de 0,20 și o înclinație de 1,9° în raport cu ecliptica.